# 허민진
허민진(1990년 7월 12일~)은 대한민국의 가수이고, 배우 겸 유튜버이자 방송인이다. 걸 그룹 《크레용팝》과 유닛 쌍둥이 2인조 걸 그룹 《딸기우유》의 구성원으로, 가수 활동 당시에는 초아라는 예명을 사용했다. 그의 쌍둥이 여동생인 허민선(웨이)과 함께 《크레용팝》과 《딸기우유》의 멤버로 활동했다.

## 학력
- 서울예대 연기학과 (전문학사)

## 음반 목록
- 2016년 《마녀보감》 OST - 늘(With 웨이)
- 2021년 5월 5일 《너와 함께라면》 - 급식왕&급식걸즈
- 2021년 7월 31일 《Dreaming》 - 초아(허민진)의 실질적인 첫 솔로 개인 곡

## 출연 작품

### 연기 활동

#### 드라마
- 《하이스쿨 러브온》 (KBS2, 2014년 7월 11일) ... 투신 자살 시도 여고생 여진영 역(단역)
- 《귀신 보는 형사 처용 2》 (OCN, 2015년)... 투신 자살 여고생 정원진 역(단역)

#### 연극, 뮤지컬
- 뮤지컬 《덕혜옹주》 ... 옹주 이덕혜, 딸 정혜(소 마사에) 1인 2 역(주연, 2015년 4월~7월)
- 뮤지컬 《한여름 밤을 위한 한여름밤의 꿈》 ... 다니엘라 역(상연 취소) - 2015년 8월 - 상연 취소
- 뮤지컬 《영웅》 ... 링링 역(2017년 1월 ~ 8월; 서울 공연과 지역 공연 포함)
- 뮤지컬 《찌질의 역사》 ... 최희선 역, 오연정 역, 황유라 역 - 1인 3역(2017년 6월 ~ 8월)
- 뮤지컬 《빨래》 ... 서나영 역(2018년 5월~2019년 1월)
- 뮤지컬 《영웅》 ... 링링 역(2019년 2월~8월)

### 이외 활동

#### 예능
- 2012년 12월 13일: 온게임넷 《켠김에 왕까지》 - 153회
- 2013년 8월 8일: 온게임넷 《켠김에 왕까지》 - 183회
- 2013년 10월 12일: KBS 2TV 《세대공감 토요일》 - 194회 ... 탤런트 민지영, 크레용팝 웨이와 함께 출연
- 2020년: JTBC 《싱어게인》